# 牛津大学创新
牛津大学创新有限公司（Oxford University Innovation Limited，简称 OUI）是一家英国的技术转让和咨询公司。成立的目的是管理大学衍生企业的研发工作。OUI是牛津大学的全资子公司，位于英国牛津市博特利路。    OUI的前身为伊希斯创新公司（ Isis Innovation）（1988-2016年）和牛津大学研究与发展有限公司（1987-1988年）。 

## 简介
公司成立于1987年，当时名为“牛津大学研究与发展有限公司”，一年后更名为“伊希斯创新公司”，2016年更名为“牛津大学创新有限公司”。“牛津大学创新公司 "及其下属部门负责管理牛津大学的知识产权（IP）组合，与希望通过专利申请和许可、成立分拆公司、咨询和材料销售等方式识别、保护和营销技术，从而将其工作商业化的牛津大学学者和研究人员合作。 
牛津大学创新中心为研究人员提供商业建议、资助专利申请和法律费用、谈判第三方许可和分拆公司协议，并为牛津大学学者寻找和管理咨询机会。牛津大学创新中心致力于大学所有研究部门的项目：医学、数学、物理和生命科学、人文和社会科学。现任和前任董事会成员包括Liam Dolan 、 Stephen G. Davies 、 Lionel Tarassenko 、 John Bell 、 Mike Brady和David Cooksey 。  

## 专利、许可和衍生产品
牛津大学创新中心平均每周提交一份专利申请，管理着 360 多个专利申请系列，并签订了 450 多份许可协议，这使牛津大学创新部成为 "该国在达成许可交易方面最活跃的技术转让办公室之一"。 根据世界知识产权组织（WIPO）2012年的数据，牛津大学创新中心是英国第四大专利合作条约（PCT）专利申请机构[10]，同时也是申请量最大的欧洲大学。牛津大学创新中心在国际范围内寻求所有技术和商业领域的被许可人 
牛津大学创新中心与牛津大学的研究人员合作，开发新的商业机会，寻确定和寻找投资、管理和专业服务。自1988年以来，牛津大学创新中心已协助成立了 70多家大学衍生公司，为牛津大学创造了超过 20 亿英镑的非上市和上市市场估值。

## 牛津大学创新部门
牛津大学创新部门分为三个部门，分别致力于不同的知识转移领域。除了专门负责牛津大学研究人员的信息披露和专利申请的中央技术转让小组外，牛津大学创新中心还管理：

## 创新、天使投资人和孵化器

### 牛津创新协会（OIS）
牛津创新协会 (OIS) 成立于1990 年，是一个开放式创新的论坛，汇集了研究人员和发明家、牛津衍生公司、技术转让专业人士、本地公司、风险投资集团和一些全球最具创新精神的跨国公司。该协会为企业提供了一个了解牛津科学的“窗口”，并促进了企业和学术界之间的联系。会牛津大学创新协会会员会提前收到牛津大学创新协会发布的所有专利申请通知，并受邀参加牛津大学创新协会的正式晚宴、定制研究报告会以及技术路线图和战略规划定制研讨会。

### 伊希斯天使网络 (IAN)
伊希斯天使网络（Isis Angels Network）向有意投资牛津大学衍生公司的私人投资者和种子/风险资本家介绍投资机会。IAN 是一家非营利性担保有限公司，由当时的 Isis于1999年成立。
牛津大学创新中心还管理牛津大学挑战种子基金（University Challenge Seed Fund，UCSF），该基金于1999年启动，由英国财政部、惠康基金会和盖茨比基金会投资。 价值400万英镑的牛津大学挑战种子基金已经投资了100多个项目，规模从1700英镑到25万英镑不等。UCSF计划的总体目标是使大学能够获得种子基金，以帮助优秀研究成果成功转化为优秀业务。
2010年，牛津大学创新中心（当时为 Isis Innovation）与大学的“牛津思维”活动相结合，创建了牛津发明基金(Oxford Invention Fund，OIF)。该开放基金允许任何人捐款，用于帮助牛津大学开发的想法和技术创建原型或概念验证模型，以促进其向商业环境的转移。 
牛津大学创新中心通过其Isis Outcomes品牌管理受版权保护的患者报告结果(patient-reported outcome，PRO) 问卷的授权。这些问卷由大学内部开发，用于各种疾病的学术和商业临床研究， 包括帕金森病和子宫内膜异位症。伊希斯创新公司还负责细胞系和抗体等生物和物理科学材料销售协议的谈判。

### Isis初创企业孵化器 (ISI)
自2010年以来，牛津大学创新中心一直运营着Isis初创企业孵化器，这是一个企业孵化器。该孵化器旨在为牛津大学学生、教职员工和校友的早期软件企业提供支持；孵化器提供物理空间和IT设施，以及商业指导、资金支持和商业网络促进。牛津大学创新中心与牛津大学所有涉及技术商业化和企业的部门都有联系。这些部门包括：
- 研究服务
- 柏格布洛克科技园
- 牛津科学企业中心
- 赛德商学院

牛津分拆股权管理公司（OSEM）成立于 2008 年与牛津大学创新部和牛津大学财务部密切合作，管理牛津大学在其分拆公司中的股权，优化牛津大学的投资回报。